# Division I i ishockey 1954/1955
Division I i ishockey 1954/1955 var den elfte säsongen med division I som högsta serien inom ishockey i Sverige. Serien bestod av tolv lag indelade i två grupper som spelades som dubbelserier i tio omgångar vardera. När grupperna spelats färdigt möttes gruppsegrarna i en final om titeln Svensk mästare. Nyheter denna säsong var att två Västerbottenlag tagits med i Division II och därmed fick möjligheten att kvala till Division I, en möjlighet som Skellefteå AIK tog vara på. Division I kunde därmed betraktas som betydligt mer rikstäckande, även om Norbottenslagen fortfarande inte fått möjligheten än. Denna säsong fick Sverige dessutom sin andra konstfrusna bana efter Stockholm Stadion. Det var Ullevi i Göteborg som invigde en konstisbana den 8 december.
Hammarby fick slita hårt för att vinna den norra gruppen, medan Djurgården vann den södra gruppen komfortabelt. Inget av de nya lagen lyckades hålla sig kvar i serien till nästa säsong. Sämst gick det för IFK Stockholm som blev en riktig slagpåse med en lång rad storförluster. Värst gick det i matchen mot Djurgården den 23 januari där man förlorade med hela 22-2. Två spelare lyckades denna säsong med bravaden att göra åtta mål i en enda match. Dels var det Gösta "Lill-Lulle" Johansson för Djurgården, dels Göte Blomqvist för Södertälje SK (båda i matcher mot IFK Stockholm). Sedan tidigare hade endast Henry Reimer (Nacka SK) lyckats med bedriften.

## Division I Norra
| Nr | Lag         | S  | V | O | F | GM | IM | MS  | P  |
| -- | ----------- | -- | - | - | - | -- | -- | --- | -- |
| 1  | Hammarby IF | 10 | 6 | 1 | 3 | 40 | 23 | +17 | 13 |
| 2  | Gävle GIK   | 10 | 5 | 2 | 3 | 42 | 28 | +14 | 12 |
| 3  | Leksands IF | 10 | 5 | 1 | 4 | 48 | 36 | +12 | 11 |
| 4  | IK Göta     | 10 | 5 | 1 | 4 | 40 | 39 | +1  | 11 |
| 5  | Brynäs IF   | 10 | 5 | 0 | 5 | 25 | 46 | −21 | 10 |
| 6  | AIK         | 10 | 1 | 1 | 8 | 24 | 47 | −23 | 3  |

## Division I Södra
| Nr | Lag            | S  | V  | O | F | GM | IM  | MS  | P  |
| -- | -------------- | -- | -- | - | - | -- | --- | --- | -- |
| 1  | Djurgårdens IF | 10 | 10 | 0 | 0 | 83 | 16  | +67 | 20 |
| 2  | Södertälje SK  | 10 | 8  | 0 | 2 | 67 | 37  | +30 | 16 |
| 3  | Grums IK       | 10 | 4  | 1 | 5 | 41 | 39  | +2  | 9  |
| 4  | IFK Bofors     | 10 | 3  | 2 | 5 | 41 | 40  | +1  | 8  |
| 5  | Västerås IK    | 10 | 3  | 0 | 7 | 38 | 60  | −22 | 6  |
| 6  | IFK Stockholm  | 10 | 0  | 1 | 9 | 27 | 105 | −78 | 1  |

## SM-final
- 18 februari 1955 - Djurgårdens IF-Hammarby IF 6-3
- 21 februari 1955 - Hammarby IF-Djurgårdens IF 2-11